# Ель-Лес
Ель-Лес  — село в Тунісі. Входить до складу вілаєту Сільяна. 
Село відоме великою кількістю долменів, що знайдені на заході, півдні та сході села.